# Cuirassat Strasbourg
L'Strasbourg va ser el segon i últim membre de la classe Dunkerque de cuirassats ràpids construïts per a la Marina francesa als anys trenta. Ell i el seu vaixell germà Dunkerque van ser dissenyats per derrotar la classe alemanya de creuers pesants Deutschland que s'havien establert a finals de la dècada del 1920 i, com a tal, estaven equipats amb una bateria de vuit canons de 330 mm (13 polzades) per contrarestar els sis canons de 280mm (11 polzades) dels Deutschlands. A l'Strasbourg se li va col·locar la quilla el novembre de 1934, es va posar en marxa el desembre de 1936 i es va avarar el setembre de 1938, ja que la situació internacional a Europa s'anava deteriorant constantment a causa del comportament cada cop més agressiu de l'Alemanya nazi.
L'Strasbourg va ser assignat a la flota de l'Atlàntic en entrar en servei; les seves úniques activitats significatives en temps de pau van consistir en visites a Portugal el maig de 1939 i una gira per Gran Bretanya al maig i juny d'aquell any. Va passar els dos mesos següents entrenant amb altres unitats de la flota i al setembre, França i Gran Bretanya van declarar la guerra a Alemanya per la seva invasió de Polònia, començant la Segona Guerra Mundial. Els dos vaixells de la classe Dunkerque van formar el nucli de la Force de Raid (Força d'atac), encarregada de protegir la navegació mercant aliada a l'Atlàntic central. La unitat es va dividir ràpidament en dos grups, amb l'Strasbourg i altres unitats separades com a Force X, amb base a Dakar. Amb una Itàlia cada cop més bel·ligerant que amenaçava d'entrar a la guerra l'abril de 1940, la Força X va ser convocada al Mediterrani per actuar com a element dissuasiu, encara que la derrota de les forces franceses a la batalla de França va fer que la situació fos discutible.
L'armistici especificava que l'Strasbourg i la resta de la flota francesa serien desmilitaritzats, i ella i diversos altres cuirassats estaven estacionats a Mers-el-Kébir en aquell moment. Amb la impressió errònia que els alemanys intentaven apoderar-se dels vaixells, la Força H britànica va ser enviada per forçar els vaixells a continuar lluitant o per destruir-los. Quan els francesos van rebutjar l'ultimàtum, els britànics van obrir foc, però l'Strasbourg va esquivar els britànics i es va escapar a Toló. Allà, va servir com a vaixell insígnia de les recentment establertes Forces de haute mer fins que els alemanys van intentar apoderar-se de la flota durant el Cas Anton , la qual cosa va provocar la seva destrucció en l'enfonsament de la flota francesa a Toló el novembre de 1942. El naufragi va ser capturat pel italians, que van aixecar l'Strasbourg i després van començar a desmantellar el vaixell, i més tard van ser pres pels alemanys. El vaixell va ser bombardejat i enfonsat per segona vegada per bombarders nord-americans l'agost de 1944, i es va vendre per ferralla el 1955.

## Fons

### Els efectes del Tractat de Washington de 1922
El Tractat de Washington, signat el 1922, sobre la limitació de l'armament naval, va imposar a les cinc principals potències navals (Estats Units, Gran Bretanya, Japó, França i Itàlia) un tonatge màxim per a les seves flotes de cuirassats i creuers de batalla) així com per els seus creuers i portaavions. França es va situar, pel que fa als cuirassats, al mateix nivell que Itàlia, amb un tonatge total de 175.000 tones, mentre que s'havia demanat un tonatge de 250.000 tones mentre que als Estats Units i el Regne Unit se'ls assignava un tonatge de 525.000 tones i Japó 315.000 tones. 
Això va suposar per a França que la construcció de quatre cuirassats de classe Normandia, els cascs dels quals havien estat construïts i avarats en 1914-1916, no es poguessin acabar: els cascs van ser desballestats, els canons de 340 mm reutilitzats als cuirassats de la classe Bretanya la cinquena unitat de la classe Normandie, la Béarn, avarada l'any 1920, es transformarà en un portaavions. 
A més, es van definir límits:
- per als vaixells de línia (cuirassats i creuers de batalla), 35.000  TW de desplaçament i 406 mm per a l'artilleria principal;
- per a creuers, 10.000  TW per a desplaçament i 203 mm per a artilleria principal.

Aquest límit de tonatge, conegut com a "tonatge estàndard" o "tonatge de Washington", no incloïa el combustible i l'aigua de la caldera, clàusula inclosa a petició del Regne Unit, per la raó que les potències que tenien responsabilitats globals, és a dir, colonials, no haurien de veure el moviment dels seus vaixells excessivament obstaculitzat per les limitacions vinculades al seu rang d'acció. Això, a més, també s'adaptava als Estats Units i al Japó, les flotes dels quals estaven crides a operar als vasts espais del Pacífic.
Per als vaixells de línia, a més del tonatge total assignat a cada nació signant, el Tractat de Washington va establir un límit de tonatge global per a la nova construcció. França es va limitar així, encara com Itàlia, a 70.000 tones de nova construcció, a partir de 1927, per substituir els cuirassats més antics de les classes Courbet per a la Marina francesa o Conte di Cavour per a la Regia Marina.
Les autoritats franceses, descontents que França fos col·locada al mateix nivell que Itàlia, que la relegà al rang de potència mediterrània, i no tinguessin prou en compte, segons elles, el seu imperi colonial, no van preparar, en realitat, un programa naval que integra la creació d'una flota de vaixells de línia moderns.
Així, entre 1922 i 1924, sobre plans previs a les limitacions del Tractat de Washington, es van posar en construcció les tres unitats de la classe Duguay-Trouin, uns creuers lleugers coneguts com "8.000 tones", armats amb quatre torretes bessones de 155 mm, molt lleugerament blindat i l'excel·lent velocitat del qual de 34 nusos, constituïa l'única protecció.
A finals de la dècada de 1920, la Marina va posar èmfasi en els submarins. Hi havia, doncs, trenta-un submarins oceànics, que es diu que eren 1.500 tones, que es van construir en una gran sèrie, la classe Redoutable, vint-i-sis submarins de defensa costanera, que es diu que eren 600 tones, construïts en sis classes successives, sis mines. -submarins col·locadors, la classe Saphir, i el creuer submarí Surcouf, armats amb una torreta bessona de 203 mm, i amb un hidroavió d'observació.
També es va posar èmfasi, de 1924 a 1932, en els destructors, les classes Chacal, Guépard i Aigle, que eren més poderoses que els seus homòlegs estrangers, especialment els italians . Finalment, per als creuers se'n van construir set, aprofitant les possibilitats que deixava el Tractat de Washington, de desplaçament de 10.000 tones, armats amb quatre torretes dobles de 203 mm, lleugerament blindades i molt ràpides, per a la primera construïda, millor protegida, i una mica menys ràpid per als següents, sense comptar dos creuers especialitzats (un creuer d'entrenament i un minador).
L'objectiu de les autoritats franceses era fer front a l'amenaça italiana a la Mediterrània i, en segon lloc, a l'amenaça alemanya a l'Atlàntic. Però els creuers de 10.000 tones estaven a l'alçada dels seus contemporanis italians i van superar els recents creuers lleugers alemanys de la classe classe Königsberg
Per als cuirassats n'hi havia prou amb modernitzar les unitats existents, la més recent de les quals havia estat posada en servei durant la guerra de 1914-1918, assegurant-se que els italians feien el mateix. En aquest àmbit, la preocupació de l'Almirallat, sota l'autoritat dels vicealmiralls Salaün i Violette, com a caps de l'Estat Major de la Marina, era no competir amb els mastodonts anglesos, americans i japonesos, armats amb vuit o nou 406 mm, sinó examinar si era possible construir quatre vaixells de 17.500 tones,  o bé tres de 23.333 tones, per tal d' utilitzar les 70.000 tones de noves construccions autoritzades, intentant estalviar pes mitjançant l'ús de torretes quàdruples, com era pensat amb la classe Normandie. Però fins i tot limitant-nos a un calibre de 305 mm, amb una velocitat de 34 a 35 nusos, considerat necessari per posar-nos al dia amb un creuer, no vam aconseguir disposar d'un blindatge adequat que hagués permès que aquests vaixells apareguessin en una línia de batalla. contra els antics cuirassats italians.

### La resposta al "cuirassat de butxaca" alemany
Cap al 1930, les coses anaven a canviar. De fet, Alemanya estava subjecta, no a les estipulacions del Tractat de Washington, sinó a les del Tractat de Versalles, que limitava el tonatge dels seus cuirassats a 10.000 tones i el dels seus creuers a 6.000 tones. Fins aleshores, només havia construït creuers d'unes 6.000 tones, armats amb tres torretes triples de 150 mm, que funcionaven de 30 a 32 nusos . Ara, l'any 1929, la Reichsmarine va posar, amb gran pompa i cerimònia, en presència del president Hindenburg, un vaixell amb el nom simbòlic  Deutschland, armat amb dues torretes triples de 280 mm i equipat amb motors dièsel que li permeten viatjar a 26 nusos. Utilitzant noves tècniques constructives (soldar en comptes de reblar sobretot), tenia un desplaçament de 10.000 tones. Definit com un Panzerschiffe, que significa "vaixell blindat", era de fet un creuer blindat, més potent que qualsevol creuer que complia el Tractat de Washington, i més ràpid que qualsevol cuirassat construït des de 1920, només va ser superat en velocitat i armament pels el ràpid cuirassat HMS Hood, els dos creuers de batalla de la classe Renown i, per consti, els creuers de batalla de la classe Kongō japonesos als quals va tenir poques possibilitats de derrotar. Va ser batejat per la premsa com un "cuirassat de butxaca" i semblava ser un corsari de superfície potencialment formidable. 
Va aparèixer força ràpidament a l'Almirallat francès, on el vicealmirall Durand-Viel, que havia estat, quinze anys abans, l'autor d'un projecte per a un creuer de batalla francès, que per superar aquest "cuirassat de butxaca", un vaixell que navegués a entre 29 i nusos, equipats amb blindatge capaç de resistir obusos de 280 mm a distàncies normals de combat, armats amb artilleria superior als canons de 280 mm, que es podien obtenir amb dues torretes quàdruples de 330 mm, i requerint en total un desplaçament d'almenys 26.000 tones.
Aquesta elecció no va estar exempta de dificultats, perquè va ser possible dissenyar un cuirassat de 35.000 tones, que el Tractat de Washington permetia, però aleshores s'estaven discutint per a la renovació d'aquest tractat: el1 de març de 1931, s'havia signat una "base d'acord", per permetre la construcció de dos cuirassats de 23.333 tones, abans del 31 de desembre de 1936, però la finalització de l'arranjament definitiu no va poder tenir lloc amb Itàlia el projecte de la qual en aquell moment era un cuirassat de 23.000 tones, armat amb sis canons de 381 mm, en tres torretes dobles, i navegant a 29 nusos no va satisfer del tot la Regia Marina. No obstant això, la qüestió de reduir el límit de tonatge dels cuirassats estava a l'ordre del dia, i en aquell moment no hi havia cuirassats ràpids amb aquest desplaçament. A més, la construcció naval francesa es veia perjudicada per la mida de les seves formes de construcció, la de la conca de Salou a l'arsenal de Brest era de només 200 metres, mentre que la longitud previsible del cuirassat de 26.000 tones era ja de 215 metres. La construcció en curs del gran transatlàntic SS Normandie va requerir la construcció d'una nova rampa per part dels Ateliers et Chantiers de l’Atlantique de Penhoët. Finalment, els parlamentaris tenien dificultats per entendre per què calia disposar de més del doble de tonatge per superar els "cuirassats de butxaca" alemanys de 10.000 tones. El ministre François Piétri, però, faria votar al març de 1932, crèdits per a la construcció d'una primera unitat.
Quan va començar la construcció del Dunkerque, ja s'havien posat en construcció altres dues unitats de la classe Deutschland, l'Admiral Scheer, el juny de 1931, i l'Admirall Graf Spee, l'octubre de 1932.  L'Almirallat també volia que una segona unitat de la classe Dunkerque fos registrada en el "tram 1934 d'estatus naval". Però la Kriegsmarine va fer una comanda el febrer de 1934 de dos vaixells més potents. Inspirats en el projecte de creuers de batalla de la classe Ersatz Yorck de 1915, eren més pesats i estaven millor protegits que els Dunkerque. El calibre de l'artilleria principal continua en debat. Un calibre superior a 280 mm va ser desitjat per la Kriegsmarine, amb el consentiment d'Adolf Hitler, per contrarestar els canons de 330 mm del Dunkerque. Però Alemanya estava negociant un tractat naval secret germano-britànic, i el Regne Unit volia una limitació del calibre de l'artilleria principal dels vaixells de línia. Per tant, es va decidir, amb pesar, equipar el Scharnhorst i el Gneisenau amb una versió millorada del canó de 280 mm. Com que el bàndol francès considerava que els vaixells de la classe Dunkerque podien suportar aquest calibre, encara no calia planificar un cuirassat més potent.
Però va ser aleshores a Itàlia on les coses anaven a moure's, perquè es pretenia considerar que la construcció d'un cuirassat ràpid per part de França alterava l'equilibri de les forces navals a la Mediterrània. El 26 de maig de 1934, el Duce Benito Mussolini va anunciar al Parlament italià la construcció de cuirassats, amb les màximes característiques autoritzades a Itàlia pels tractats de limitació naval. Dues unitats de 35.000 tones, armats amb canons de 381 mm, serien els primers d'aquesta mida que es construirien des del Tractat de Washington. Per tant, havia arribat el moment en què França havia d'emprendre la construcció de cuirassats similars. Però el temps apretava, la definició d'un nou tipus de vaixell trigaria temps, l'elecció de nous equipaments, l'adjudicació de diferents contractes, també, mentre els crèdits per a la construcció d'una segona unitat del tipus Dunkerque es registraven al " Tram de 1934 de l'Estatut Naval”. El Consell Superior de la Marina, el 25 de juny de 1934, va recomanar per unanimitat no modificar el tram de 1934, i posar en marxa la construcció d'una segona unitat del tipus Dunkerque, tot millorant-ne la protecció. El 16 de juliol de 1934, es signa la construcció de l'Strasbourg . Seria l'últim vaixell francès de línia amb un desplaçament inferior a 35.000 tones.

## Característiques
L'Strasbourg era molt semblant al Dunkerque. La seva silueta només es diferenciava per una passarel·la de dos pisos situada a la base de la torre de l'Strasbourg, mentre que el Dunkerque només en tenia una. Es va instal·lar un telepuntador al terrat la casamata del Dunkerque, però es va col·locar més amunt a la torre de l'Strasbourg, i el nombre i la disposició dels reflectors era diferent. L'Strasbourg era també 800 tones més pesat que el Dunkerque, principalment a causa del seu blindatge millorat. Les línies d'aigua eren les mateixes, amb una longitud de 215 m, i una biga de 31 m . El calat de 8,65 m, per al desplaçament “normal” de 31.570 tones, era 15 cm més gran que el del Dunkerque .

### Armament

#### Artilleria principal
La seva característica principal era, doncs, una artilleria principal de dues torretes quàdruples al front, una disposició que romandria específica dels quatre últims vaixells de la línia posats en servei per l'Armada francesa.
Abans de l'esclat de la Primera Guerra Mundial, mentre s'estaven construint els super-dreadnoughts de la classe Bretagne, amb cinc torretes bessones de 340 mm, Charles Doyère, cap del departament de construcció naval des de 1911, havia dissenyat per a la classe Normandie el programa de 1912, utilitzar torretes quàdruples de 340 mm . Aquesta solució va ser una primícia mundial, essent l'estàndard dels constructors britànics la torre bessona, adoptada a Alemanya, França i el Japó, essent la torre triple una innovació italiana del cuirassat Dante Alighieri, copiat per Rússia i Àustria-Hongria, mentre que els Estats Units l'adoptaria amb la classe Nevada.
Com que la mida dels cuirassats francesos estava en aquell moment limitada per la mida de les rampes de construcció disponibles, l'ús de tres torretes quàdruples (una al davant i dues al darrere) va permetre tenir dues peces més que a la classe Bretagne, per un pes més baix, que permetia millorar el blindatge, amb un gruix de 340 mm a la part davantera de les tres torretes, mentre que les torretes superposades davantera i posterior de la classe Bretagne  tenien només 250 mm . Establerts el 1913 i avarats el 1914, aquests cuirassats no es van acabar mai, excepte el Bearn, que es va transformar en portaavions als anys vint. 
La Royal Navy havia adoptat una disposició dels canons principals amb tres torretes triples, totes cap endavant, per als cuirassats de classe Nelson, construïts dins dels límits establerts pel Tractat de Washington de 1922. Però la tercera torreta, situada davant de la torre de la superestructura, tenia un camp de foc al front reduït per les altres dues torretes, perquè havia semblat massa costosa, en pes de blindatge de la barbeta, per posar-la en posició de superposició de la segona torreta ja superposada a la primera.  La solució de dues torretes quàdruples permetia tenir un camp de foc totalment clar al front, alhora que presentava un objectiu especialment reduït en amplada, durant la fase en què s'acosta a l'adversari. En el moment en què es va posar en construcció el Dunkerque, era més potent que tots els vaixells, italians o alemanys, més ràpids que ell. L'opció d'una artilleria principal disposada íntegrament en persecució està justificada, i podem ignorar l'absència de trets d'artilleria en retirada, ja que en aigües europees només hi havia vaixells anglesos, per tant aliats, que eren més poderosos que ell i davant els quals seria necessari retirar-se. Aquesta disposició d'artilleria també es mantindria per als dos primers cuirassats de 35.000 tones, però ràpidament apareixerien dubtes sobre els seus mèrits, ja que a partir de desembre de 1937, mentre el Dunkerque encara s'estava provant, es va plantejar un traçat diferent que seria escollit per al cuirassat Gascogne, l'any 1938. Des de l'inici de la guerra, la batalla del Riu de la Plata (13 de desembre de 1939) demostrà que l'Admiral Graf Spee, l'artilleria del qual era la més poderosa, hauria d'haver mantingut els seus oponents a distància i, per tant, que el vaixell més poderosament armat hauria de poder lluitar en retirada.
La solució de l'artilleria principal al davant mateix va permetre adoptar un tipus de protecció "tot o res", amb una ciutadella blindada de llargada especialment reduïda, d'aquí un estalvi de pes apreciable que va permetre augmentar el gruix de la blindatge de la part a protegir, més enllà del que ja s'havia vist amb la classe Normandie del programa francès de 1912. L'ús de dues torretes quàdruples, però, presentava inconvenients. El primer era el risc de veure la meitat de l'artilleria principal fora de combat per un sol cop desafortunat contra una torreta. És per això que una partició blindada de 25 a 40 mm de gruix separava cada torreta en dues per permetre localitzar els efectes d'un impacte.  Pitjor encara, es temia que un sol obús enemic destruís les dues torres o tota l'artilleria principal. Per superar aquest risc, les dues torretes davanteres, a l'Strasbourg com al Dunkerque, estaven situades a 27 m l'una de l'altra, mentre que hi havia 19 m entre les torretes A i B, i 23 m entre les torres B i C de l'HMS Nelson.
La barbeta d'una torreta és d'una dimensió tant més gran com més gran és el nombre de canons i el seu calibre. Els cuirassats de la classe Nelson portaven torretes triples de 406 mm sobre un casc amb una mànega de 32 m. Amb una mànega de 31 m, es van considerar torretes quàdruples de 340 mm 31 al Dunkerque, tal com s'havia previst als cuirassats de classe Normandie l'amplada màxima dels quals era de 27 m,abans de decidir-se equipar-lo amb canons de calibre 330 mm, un nou canó que s'havia de desenvolupar. A més, per reduir la mida de la barbeta, els canons, en comptes de muntar-se en una muntura individual, es van muntar en un muntatge comú per parelles, a cada mitja torreta. Cal tenir en compte que aquest no serà el cas de les torretes quàdruples de 356 mm  dels cuirassats de la classe King George V, la mànega dels quals, és cert, era de 34,3 m . Però als vaixells francesos, els canons de les mitges torretes es troben aleshores tan a prop, a 1,69 m l'un de l'altre, que en cas de tret de salva, es produeix un efecte estela entre els obusos que provoca una dispersió excessiva. La solució a aquest problema no es va trobar, al Richelieu que patia el mateix defecte, fins al 1948.
Les torretes quàdruples de 330 mm construïdes per Saint-Chamond pesaven 1.497 tones. L'elevació màxima dels canons era de 35° i, amb una velocitat de boca de 870 m/s, el rang a aquesta cota era de 41.500  m, indicant una trajectòria força plana. La velocitat de tir era d'un tret cada 40 segons (1,5 trets per minut) o fins i tot cada 30 segons (2 trets per minut). Les torretes s'havien dissenyat de manera que els canons es poguessin carregar a qualsevol elevació, per mantenir la millor cadència de foc, però els incidents operatius (obusos que s'encallaven a la recambra a angles de puntatge elevats) eren freqüents i, de fet, els canons es recarregaven a 15°d'elevació. La velocitat de rotació de la torreta era de 5°/segon, i la velocitat d'elevació del canó era de 6°/s.
La carcassa del canó de calibre 330 mm mesurava 1,65 m i pesava 570 kg, gairebé el doble del pes de la carcassa de 280 mm del Deutschland (300 kg) o l'obús perforant del Scharnhorst (336 kg).  El pes dels obusos dels cuirassats italians era de 452 kg per als canons de 305 mm, i de 525 kg per als canons de 320 mm, després de la reconstrucció. Els cuirassats britànics que van bombardejar els vaixells francesos a Mers-el-Kébir van disparar obusos de 875 kg. Aquest obús perforant Model 1935 existia en dues versions, l'OPf i l'OPfK, aquesta última formada per un artefacte explosiu (anomenat "dispositiu K") per acolorir els aerosols i les parts afectades de l'adversari, per tal de facilitar l'ajust dels trets, en cas de concentració, sobre un mateix objectiu, de diversos vaixells els canons dels quals provoquen ruixats de mida idèntica. El dispositiu es va instal·lar a la punta del carenat de l'OPfK, que es podia treure per canviar el colorant (probablement vermell per al Dunkerque i verd per a l'Strasbourg). L'assignació OPf Mle 1935 era de 456 per a la torreta I i 440 per a la torreta II. Sembla que es va provar una obús d'alt explosiu d'acer model 1935, però no apareix cap munició OEA Mle 1935 als inventaris de guerra de l'Strasbourg. 

#### Artilleria secundària i antiaèria
L'artilleria secundària, instal·lada principalment a popa, també va ser presa de la classe Nelson. Però aquí de nou, la classe Dunkerque va innovar, amb artilleria que estava pensada per ser tant antinau i antiaèria de llarg abast. S'havia mantingut el calibre de 130 mm, amb tres torretes cuirassades quàdruples, amb les mateixes característiques que l'artilleria principal (en mitges torretes els canons de les quals compartien la mateixa muntura) i disposades a la part posterior (una axial per sobre de l'aviació de l'hangar, i dues laterals). uns), i amb dues torretes dobles laterals, lleugerament blindades, al mig del bastiment.
Segons l'experiència, es va considerar que el calibre de 130 mm que es va escollir era massa feble per a l'ús antinaus. Cal destacar que aquest calibre era el dels destructors de la classe Chacal i de les torpedineres classe Bourrasque i Adroit, llançats entre 1924 i 1929. Els vaixells construïts posteriorment (classes Bison o Le Fantasque), llançats entre 1928 i 1934, portarienn 138,6 canons de mm, que van aparèixer com a artilleria antivaixell secundària en un projecte de "creuer protegit" de 23.690 tones que datava de 1929. Cal assenyalar que el calibre de 130 mm es trobava exactament al mig de la gamma de calibres de l'artilleria secundària de doble propòsit dels cuirassats construïts a finals dels anys 1930 pels nord-americans (5 polzades (127 mm)) i britànics (5,25 polzades).
Els canons de 130 mm en foc antivaixell disparaven obusos perforants de 33,4 kg (OPf Mle 1933) amb un abast màxim de 20.800  m, a una elevació de 45° i una velocitat inicial de 800 m/s . Per al foc antiaeri, els canons tenien una elevació màxima de 75° i disparaven 29,5 kg d'obusos d'acer alt explosius (OEA Mle 1934), amb una velocitat inicial de 840 m/s . El subministrament total de cartutxos de 130 mm era de 6.400 cartutxos, o 400 per peça, a raó de 2.000 cartutxos antinavegació i la resta de cartutxos antiaeris i il·luminants (OEcl Mle 1934 de 30 kg ). La velocitat màxima de foc va ser de 10 a 12 tirs per minut. La velocitat de rotació de la torreta era de 12 °/s i la velocitat d'elevació del canó era de 8°/s.
Aquesta artilleria no es considerava eficient, sent jutjada fràgil i complicada, massa feble contra els vaixells, com hem vist, i massa pesada i massa lenta contra objectius aeris. És cert que els canons americans de calibre 127 mm/38, utilitzats en torretes bessones, com a artilleria secundària als cuirassats de la classe North Carolina i South Dakota, en portaavions, sobretot la classe Essex, i en molts creuers, tenien un cabal més alt, de l'ordre de 15 tirs per minut o més (fins a 22 carretes per minut, per a seqüències de tir curtes). Però sobretot disposaven d'un sistema de control de foc, Mk37 GFCS, molt eficient i millorat constantment al llarg del conflicte mundial. Pel costat de la Royal Navy, els canons de 5,25 polzades (133,35 mm) utilitzats primer als cuirassats de la classe King George V i després als creuers de la classe Dido i posteriorment, la cadència de foc dels quals era originalment equivalent a la del 130mm francès, només es consideraven efectius amb el sistema de control remot RP10Mk2, i el sistema de control de foc antiaeri HACS, en la versió implementada a l'últim cuirassat de la sèrie, HMS  Anson, i als creuers de la subclasse Bellona . Tanmateix, el sistema de control a distància de les torretes de 130 mm dels cuirassats francesos mai va funcionar correctament, mentre que el control a distància dels canons antiaeri de 75 mm i 90 mm era satisfactori, i el radar francès instal·lat el 1941 al Richelieu, i el 1942 a l'Strasbourg,  i al Jean-Bart només era un radar de vigilància.
Mentre s'esperava el lliurament de muntures bessones antiaèries de 37 mm, l'ACAD Model 1935, amb una cadència de foc de més de 150 salves per minut, calia conformar-se amb quatre muntatges semiautomàtics del mateix calibre, CAD Model 1933, la velocitat real del qual va ser de 15 a 20 salves per minut, molt inferior a la britànica Pom-Pom, disparant 200 projectils per minut o el Bofors de 40 mm/L60 disparant a 120 salves per minut. Estaven disposats com al Dunkerque, dos suports de canó a banda i banda de la torreta II de 330 mm i dos entre la xemeneia i la torre posterior. En lloc de la cinquena muntura instal·lada l'any 1938 al Dunkerque, just darrere de la torre VII ( axial de 130 mm posterior), es va instal·lar una novena muntura quàdruple de metralladores de 13,2 mm.

#### Instal·lacions de control d'incendis i vigilància òptica
El disseny de la classe Dunkerque encara estava inspirat en els cuirassats britànics de la classe Nelson amb una superestructura que presentava un castell massiu davant de l'únic embut, amb per primera vegada un ascensor intern, rematat per tres telepunters, muntats en el mateix eix, que representava un pes important ( 85 tones ) en l'alt. Darrere de la xemeneia, una segona torre albergava dues estacions de telepunt muntades en el mateix eix, com per a la torre frontal.
A la torre frontal, de baix a dalt, hi havia un telepuntador per a l'artilleria principal (telepuntador A) de 45 tones de pes, amb un telèmetre estereoscòpic tríplex OPL (Optique de Precision de Levallois-Perret) de 12 m, que ha estat substituït per un Telèmetre OPL de 14 metres l'any 1940, per a l' artilleria secundària de 130 mm, dos telepunters (telepunters 1 i 2), un de 25 tones per a ús antinau amb un telèmetre estereoscòpic dúplex OPL de 6 m, l'altre de 20 tones per a antiaeris ús, amb un telèmetre estereoscòpic dúplex OPL de 5 m . Darrere de la xemeneia única, la segona torre estava formada per dos telepunters equipats amb telèmetres estereoscòpics dúplex OPL, 8 m per a l'artilleria principal (telepunt B) i 6 m per a l' artilleria de 130 mm (telepunter 3). Tots els telepunters eren estancs al gas i equipats amb un blindatge a prova d'estella.
Es va instal·lar un telepuntador amb un telèmetre OPL de 5 m, per a ús tàctic per a la majoria, a l'Strasbourg a l'últim pis de la torre frontal (es va col·locar a bord del Dunkerque, al terrat del foraster), i dos telepuntadors amb es van instal·lar telèmetres estereoscòpics SOM (Society of High Precision Optics and Mechanics) als laterals de la torre frontal, per al tir nocturn.
Es va instal·lar un telèmetre estereoscòpic dúplex OPL de 12 m a cada torreta d'artilleria principal i un telèmetre estereoscòpic OPL de 6 m a cada torreta quàdruple de 130 mm.
La vigilància òptica estava assegurada, a la torre de proa, per tres llocs de vigilància a cada costat, per als vaixells de superfície, a l'alçada del pont de navegació, per cinc llocs de vigilància a cada costat per a les aeronaus a la plataforma de vigilància mitjana (planta 3), i cinc estacions de vigilància a cada costat per a mines i torpedes a la plataforma de vigilància alta (planta 8).
L'Strasbourg tenia sis reflectors de 120 cm, quatre en una plataforma entre la xemeneia i la torre de popa i dos a la part davantera de la torre principal, mentre que el Dunkerque en tenia set, dos a banda i banda, un altre des de la torre davantera, a la plataforma 6 i un al davant de la torre. 

#### Instal·lacions d'aviació
Les instal·lacions de l'aeronau (un hangar, una catapulta i una grua) eren particularment completes i ben dissenyades, i van suposar un gran avenç en les instal·lacions dels cuirassats més antics dels anys vint, com el cuirassat ràpid HMS Hood, que havia estat equipat el 1929 amb una catapulta a la popa, que va ser retirada l'any 1932, ja que es va inundar amb freqüència a les aigües agitades de l'Atlàntic Nord, per manca de francbord a la popa.
Una única catapulta d'aire comprimit orientable de 22 m de llarg es va instal·lar a l'eix de la coberta posterior i podia projectar un avió de 3.500  kg a 103 km/h. En el viatge de tornada, els hidroavions aterraven al costat del cuirassat, i eren hissats a bord per la grua que podia aixecar 4,5 tones. Es podien acomodar tres hidroavions, inicialment el  Gourdou-Leseurre GL-832 HY, després el Loire 130, dos amb les ales plegades a l'hangar de dos pisos, a les andanes de l'ascensor instal·lat allí, un tercer a la catapulta, o fins i tot un quart al terrat de l'hangar. L'hangar també albergava tallers de reparació i manteniment.
Els Loire 130 eren hidroavió monomotor (un Hispano-Suiza de 12 cilindres de 720 CV ). Amb un pes de 3.500  kg a plena càrrega, la seva velocitat màxima era de 210 km/h, el seu sostre de 6.500  m, la seva resistència 7  h  30  min a 150 km/h . Tenien una tripulació de tres homes, estaven armats amb dues metralladores de 7,5 mm i podien portar dues bombes de 75 kg.

### Protecció
La protecció del Dunkerque absorbia un percentatge del 35,9% del desplaçament, era el percentatge més alt en aquell moment a l'Armada francesa.
- el cinturó blindat s'estenia 126 m, o al voltant del 60% de la longitud del casc, deixant una llarga coberta de proa sense protecció. Feia 225 mm de gruix;
- la travessa davantera tenia un gruix de 210 mm  ; la travessa posterior de 180 mm  ;
- la coberta blindada superior: 115 ⁄ 125  mm  ; la coberta blindada inferior: 40 mm  ;
- les casamates: 270 mm al davant, 220 mm al darrere, 210 mm al sostre;
- les torretes principals: la barbeta 310 mm, la cara inclinada a 30°: 330 mm, a la part posterior: 345 mm a la torreta 1, 335 mm a la torreta 2, el sostre 150 mm ;
- les torretes quàdruples de 130 mm  : la barbetta de 120 mm, la cara de 135 mm, la posterior de 80 mm, el sostre de 90 mm  ; Torretes dobles de 130 mm  : 20 mm[48]

El Consell Superior de la Marina havia volgut que es reforcés la protecció de la segona unitat de la sèrie: era:
- el gruix del cinturó blindat de l'Strasbourg es va augmentar a 283 mm, la travessa davantera a 260 mm, la travessa posterior a 210 mm  ;
- per a les torretes de 330 mm s'augmenta el blindatge de les barbetes a 340 mm, el de les cares frontals a 360 mm, el de darrere de les torretes a 352 mm, per a la torreta 1 i a 342 mm, per a la torreta 2 i que del sostre a 160 mm .

Això augmentà el pes de la protecció en 749 tones, i el percentatge del desplaçament dedicat a la protecció arriba al 37,2%.%
El principi escollit per a la protecció submarina va ser un "entrepà" de particions i compartiments blindats longitudinals, alguns farcits d'un compost a base de cautxú, "mousse d'ebonita", o buits, o servint de dipòsits de combustible, d'una amplada que pot arribar als 7,5 m. El compartiment exterior del cinturó blindat tenia una profunditat màxima d' 1,5 m i estava ple d'escuma d'ebonita. Després hi havia una mampara de 16 mm de gruix, després un compartiment de 0,9 m de profunditat, després un dipòsit de combustible de 3,90 m de profunditat, després una mampara de 10 mm de gruix, després un compartiment buit de 0,70 m de profunditat, finalment una mampara antitorpedes de 30 mm d'acer especial. . A l'alçada de les bodegues de la torreta de 330 mm, el gruix de la mampara antitorpedes augmenta a 50 mm i el compartiment entre la mampara del torpede i el dipòsit de combustible s'omple d' escuma d'ebonita . L'amplada màxima de la protecció era de 7,50 m . Aquest gruix de protecció submarina supera el dels cuirassats existents, sobre els quals no supera els 5,51 m. 

### Propulsió

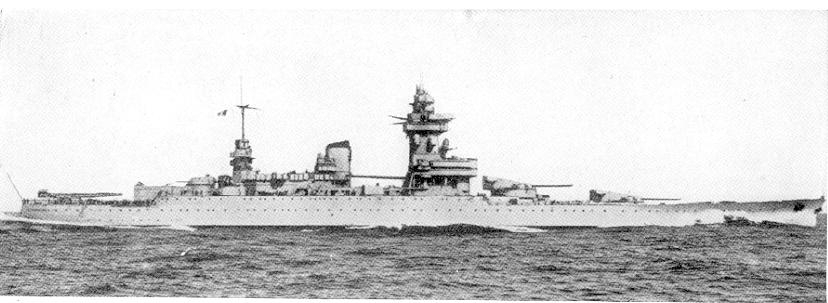
L' Strasbourg, durant les seves proves amb un siulet de cap de xemeneia. El 1938, va rebre una caputxa de voluta. Sense reflectors a popa de la coberta de proa i un pont de dos pisos, es pot distingir fàcilment del Dunkerque.

La propulsió va ser proporcionada per sis calderes, construïdes sota llicència de l'Establiment de Construcció Naval d'Indret pels tallers i drassanes de Penhoët, alimentant quatre grups de turbines d'engranatge  Parsons que impulsen quatre hèlixs de quatre pales amb un diàmetre de 4,045 m. La maquinària es disposava en cinc sales: de davant a darrere, sala de calderes núm 1,  col·locada sota la torre de proa, amb les calderes  núm . 11 i  núm . 12  a estribor. després, la sala de turbines davantera, els dos grups de turbines de la qual, que comprenen dues turbines d'alta pressió, una de mitjana pressió i una de baixa pressió, accionaven les hèlixs externes, després dues sales de calderes situades sota la xemeneia, amb els dos carrers de calefacció corresponents. núm . 2  i núm . 3, amb , a la  sala central, les  calderes núm 21  i núm 22 A les dues sales de turbines es van instal·lar els turbogeneradors per a la producció d'energia elèctrica.
Aquesta disposició, agrupant les màquines en dos conjunts, cadascun compost per calderes i turbines, va ser una innovació de la classe Dunkerque, per als  cuirassats.  Els projectes francesos de cuirassats de 17.500 tones ja havien adoptat aquesta disposició, implementada als primers creuers francesos de 10.000 tones per evitar que aquests vaixells, molt mal protegits, es veiessin privats de tota la potència del motor per un sol impacte desafortunat, que hauria danyat o bé les calderes o les turbines.
La potència normal desenvolupada era de 112.500  CV, per a una velocitat de 29,5 nusos . Durant les proves de juliol de 1938, la velocitat de 30 nusos es sostenia amb 105.000  CV, i la velocitat de 30,90 nusos assolida en les proves va ser amb una potència de l'ordre de 131.960  CV . El rang varia des de 7.850 milles nàutiques a 15 nusos fins a 2.450 milles nàutiques a 28 nusos.
Les proves al mar de Dunkerque van demostrar que el fum de la xemeneia pertorbava les instal·lacions de telepunt de la torre. Per tant, el curt "xiulet" de la xemeneia del Dunkerque i l' Strasbourg va ser substituït l'any 1938 per un embt més gran. L'experiència de la navegació durant l'hivern de 1939-1940 també va demostrar que aquests vaixells no estenen bé la proa amb el mal temps a l'Atlàntic Nord. Un dels almiralls que tenia la seva marca a bord els anomenaria "cascos de conca dels cascos".  El mateix problema es va observar en altres llocs del Scharnhorst i del Gneisenau, sobretot al començament de la campanya de Noruega l'abril de 1940, i encara que aquests havien estat equipats, l'any 1938/39, amb una proa denominada "Atlantic" .

## Carrera
El 25 de novembre de 1934, la construcció de l'Strasbourg comença a la rampa núm 1 dels Ateliers et Chantiers de la Loire a Penhoët, sobre la qual es va construir el transatlàntic Normandie. Es posà en marxa l'Strasbourg el 12 de desembre de 1936. Es va unir a Brest per a l'armament i les proves el juny de 1938. Va ser admès al servei actiu al final d'abril de 1939, i juntament amb els Dunkerque van formar la 1a Divisió de Línia , que no es dissoldria fins després de la batalla de Mers el-Kébir El maig de 1939, amb el Dunkerque i la 4a Divisió de creuers , va viatjar a Escòcia a Liverpool, Glasgow, Scapa Flow i Rosyth.
Des del 3 de setembre de 1939, va ser incorporat a la Force de Raid, amb base a Brest, composta per vaixells ràpids, amb el Dunkerque, la 4a  divisió de creuers, i grans destructors, sota les ordres del vicealmirall Gensoul  que va deixar el seu estendard al Dunkerque .
En cooperació amb la Royal Navy, va formar part de la Força Y, amb seu a Dakar, amb el portaavions HMS Hermes, els creuers pesats francesos Dupleix i Algérie, que portaven la bandera de l'Almirall Duplat, per intentar interceptar el cuirassat de butxaca alemany Admiral Graf Spee de les illes de Cap Verd, fins al final de novembre de 1939. Va deixar 800 pots de pólvora a Dakar, que es van utilitzar el setembre de 1940, per compensar el nombre molt reduït de bidons embarcats al Richelieu. Durant un temps, es va pensar que van ser la causa dels incidents de trets que es van produir en aquell moment, que van destruir diversos canons de 380 mm. Per la seva banda, l'Admirall Graf Spee seria interceptat, el 13 de desembre de 1939, per creuers anglesos, davant del Riu de la Plata.
Reintegrats a la Raid Force, l'Estrasburg es dirigí cap al Mediterrani, fins a l'abril 1940. Va ser després de l'armistici del 22 de juny de 1940, mentre estaven estacionats a Mers el-Kébir, a l'espera de la desmobilització, els vaixells de línia francesos van rebre un ultimàtum britànic per unir-se a un port anglès, o un port francès a les Antilles (com Martinica) o per esfondrar-se, sinó hauran de ser enfonsats (operació Catapulta). Va ser la Força H, comandada per l'almirall Somerville, la responsable de l'execució.

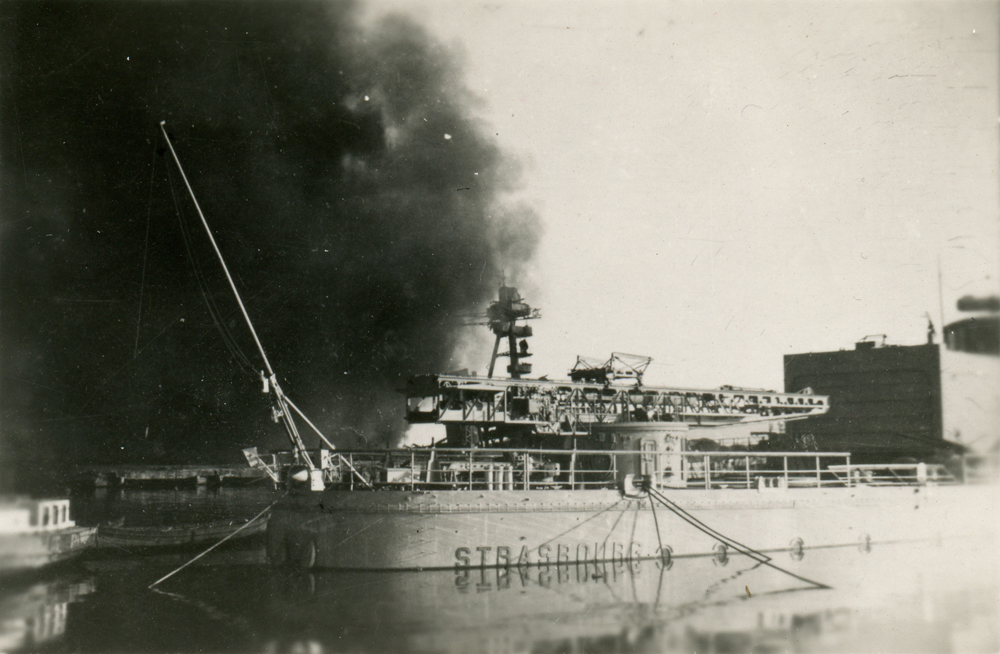
Destrucció de l'Strasbourg el novembre de 1942 a Toló

La situació, el 3 de juliol de 1940 a última hora de la tarda, es caracteritzà per una doble sorpresa, sorpresa estratègica perquè, fins a l'últim moment, les tripulacions franceses es preguntaven si els cuirassats britànics els atacarien, hipòtesi inconcebible per a la marina francesa, tàctica sorpresa perquè estan amarrats "cua a el moll", de cara als vaixells al mar, lliure de moure's.. Maniobrat amb habilitat pel capità del navili Collinet, que havia preparat amb cura el desenrotllament de les cadenes per pagar les seves àncores, l'Strasbourg va salpar tan bon punt van caure els primers obusos anglesos a l'embarcador. Amb una escorta de cinc destructors, el sisè, el Mogador amb la seva part posterior pulveritzada per un obús de 381 mm, l'Sstrasbourg s'escapà per poc dels obusos i les mines magnètiques posades per avions al coll, arribà al mar obert i posà rumb cap al nord-est a 28 nusos. El HMS Hood va començar a perseguir-lo però el va abandonar després de fosc. Els avions torpediners Fairey Swordfish del portaavions Ark Royal no aconseguiren una posició favorable per atacar. Tornant a pujar per Sardenya, el Strasbourg arribà a Toló el vespre següent. Lamentà la mort de cinc conductors asfixiats pel reflux de fum provocat per les aletes d'escapament bloquejades per la metralla a la xemeneia A Toló, la 1a divisió de línia  havent estat dissolta, l'amiral de Laborde, el 25 de setembre, hissà la seva insígnia com a comandant de les Forces d'Alta Mar (FHM) al Strasbourg, una alta mar on gairebé mai no navegaria, a causa de les restriccions de combustible imposades per les comissions d'armistici germanoitalianes, excepte la coberta, el novembre de 1940, del retorn a Toló del cuirassat Provence greument danyat a Mers el-Kébir. Al començament de 1942, el Strasbourg va rebre els anomenats equips de detecció électromagnétique, la primera versió francesa del radar.
Després dels desembarcaments aliats al nord d'Àfrica, al principi de novembre de 1942, els alemanys van ocupar la zona lliure, i el 27 de novembre de 1942, van irrompre a l'arsenal de Toló, per apoderar-se dels vaixells francesos sota el control de Vichy. Aleshores, el Strasbourg va ser enfonsat, juntament amb prop de 90 naus . Després va ser reflotat pels italians però, després de l'armistici entre Itàlia i els aliats, els alemanys el van retornar a les autoritats de Vichy. Finalment va ser enfonsat per avions nord –americans el 18 d'agost de 1944, tres dies després del desembarcament a la Provença.
Es va reflotar de nou l'any 1945 i el seu casc es va utilitzar com a objectiu a la península de Giens per a proves d'explosió submarina. S'envia a la ferralla el maig de 1955.